# Octodiplosis quadrispina
Octodiplosis quadrispina är en tvåvingeart som beskrevs av Grover 1979. Octodiplosis quadrispina ingår i släktet Octodiplosis och familjen gallmyggor. Inga underarter finns listade i Catalogue of Life.